# Joó Piroska
Joó Piroska névvariáns: Joó Piri (Debrecen, 1941. március 1. – Brasschaat, (Belgium), 2024. július 11.) magyar színésznő.

## Életpályája
Nem készült színésznőnek, a képzőművészeti gimnáziumban érettségizett. 16 éves korában indult az 1958-as Budapest táncbajnokságon, ahol a döntőbe jutott 22 pár közül, partnerével Urbán Frigyessel, a második helyen végeztek. Ott figyelt fel rá Rényi Tamás filmrendező, és kérdezte meg tőle: lenne-e kedve a filmezéshez, filmekben szerepelni? Elvállalta. Dolgozott fotómodellként és riporterként is gyakornokoskodott. Mellette állandóan filmezett, ahol kezdetben sokat statisztált, majd kapott kisebb-nagyobb szerepeket. Közben a színpaddal is kacérkodott: 1962-től néhány hónapig segédszínész volt az egri Gárdonyi Géza Színházban, majd 1963-tól Békés Megyei Jókai Színházhoz szerződött. 1964-től a debreceni Csokonai Színházban játszott, 1966-tól a Vidám Színpad tagja volt. 1978-ban játszott a Gyulai Várszínházban is. Számos filmben, tévéjátékban szerepelt. Férje, Fülöp Zsigmond színész volt, akitől elvált. Két gyermekük született: Réka és Dávid. Grafikusként is tevékenykedett, rajzai megjelentek például a Pajtáscímű ifjúsági lapban is.

## Színházi szerepeiből
- Luigi Pirandello: Velencei kékszakáll...  Nászutas feleség
- Valentyin Petrovics Katajev: Bolond vasárnap... Harmadik ápolónő
- Henrik Ibsen: Peer Gynt... 3. pásztorlány
- Szedő Lajos – Behár György: Éjféli találkozás... Színésznő
- Fjodor Mihajlovics Dosztojevszkij – Szántó Armand – Szécsén Mihály: Két férfi az ágy alatt... Egy hölgy
- Vratislav Blažek: Karácsonyi vőlegény... Felszolgálónő
- Jacques Deval: A potyautas... Barbara
- Szántó Armand – Szécsén Mihály: Dunaparti randevú... Lilian, Mr. Smith lánya
- Dobozy Imre: Holnap folytatjuk... Anna, a titkárnő
- Gyárfás Miklós: Férfiaknak tilos!... Júlia, aki még alig kisasszony
- Gobby Fehér Gyula: A budaiak szabadsága... Csirkekofa
- Heltai Jenő: Naftalin...  Bemondónő (A Bevezető játékban)
- Zelk Zoltán: Az ezernevű lány... Néma lány
- Kállai István: Ilyennek hazudtalak... Trudi
- Szinetár György – Behár György – Szenes Iván: Susmus... Vilma
- Made in Hungary (kabaré):... szereplő
- És mi ebből a tanulság? (kabaré)... szereplő

## Filmes, televíziós szerepei
- Segít a szabvány (1961)
- Kertes házak utcája (1962)
- A Tenkes kapitánya (sorozat)

- Csattan az ostor című rész (1964)
- Az aranyfej (1964)
- Édes és keserű (1967)
- Könnyű kis gyilkosság (1967)
- Megtörtént bűnügyek (sorozat)

- A müncheni férfi című rész (1976)
- Ketten a tavon (1977)
- Csaló az üveghegyen (1977)
- Nem élhetek muzsikaszó nélkül (1978)
- Maya (Zenés TV-színház) (1979)
- Cserepek (1981)
- A tenger (sorozat) 4. rész (1982)
- Torta az égen (1981)